# Bertil Nordahl
Karl Bertil Emanuel Nordahl  (Hörnefors, 26 de julho de 1917 - 1 de dezembro de 1998) foi um futebolista sueco que atuava como meio-campo, campeão olímpico. 

## Carreira
Bertil Nordahl fez parte da geração de medalha de ouro sueca de Londres 1948. 

## Ligaçoes Externas
- Perfil